# Paolo Revelli
Paolo Revelli (Roma, 12 aprile 1959) è un ex nuotatore italiano.

## Carriera
Ha cominciato come stileliberista, nuotando poi anche le gare dei misti e soprattutto della farfalla in cui è stato l'unico nuotatore italiano maschio dopo Federico Dennerlein ad eccellere in campo europeo. Assieme a Marcello Guarducci, Giorgio Lalle e Giovanni Franceschi fece parte di una generazione di nuotatori competitivi in Europa tra la fine degli anni '70 e l'inizio degli anni '80 del XX secolo. Per anni è stato anche una presenza costante nelle staffette, sia ai campionati italiani che nelle competizioni con la nazionale.
Nel 1975 è salito sul podio nei 200 m stile libero ai campionati italiani, dove si era già fatto conoscere come staffettista con la "De Gregorio"; qualificatosi per i Giochi del Mediterraneo di Algeri ha vinto l'oro con la staffetta 4×200 m stile assieme a Claudio Zei, Lorenzo Marugo e Marcello Guarducci. L'anno dopo ha fatto buoni progressi, tanto da vincere ai campionati estivi sei titoli tra stile libero e staffette ed è stato convocato per i Giochi olimpici di Montréal. In Canada la staffetta 4×200 m ha migliorato in batteria il primato italiano di quattro secondi per qualificarsi in finale dove con Guarducci, Roberto Pangaro, Paolo Barelli e Revelli si è piazzata all'ultimo posto.
Ai campionati europei del 1977 di Jönköping con la staffetta 4×100 m stile libero ha vinto la medaglia d'argento (migliorando due volte il primato italiano) in finale assieme a Pangaro, Paolo Sinigaglia e Guarducci: è stato finalista anche con la 4×200 m. Nella coppa latina del 1978 ha dato il suo contributo con due medaglie alla prima vittoria della squadra italiana. In campo nazionale ha vinto altri sei titoli tra cui il primo nei 200 m misti. È stato convocato per i campionati mondiali di Berlino Ovest in agosto in cui è stato eliminato in batteria nei 100, 200 e 400 m stile libero, mentre con le staffette a stile libero è arrivato in finale, quinto sia con la 4×100 m con Guarducci, Raffaele Franceschi e Sinigaglia che nella 4×200 m con Guarducci, Franceschi e Giorgio Quadri.
In campo nazionale anche il 1979 è stato un anno positivo, con otto titoli vinti tra cui il primo nei 200 m farfalla col primato italiano ai primaverili di Roma. Con la nazionale ha vinto la coppa latina in aprile a Rio de Janeiro superando ancora la squadra francese: poi all'inizio di settembre ha partecipato alla coppa del mondo a Tokyo in cui ha vinto l'argento con la 4×200 m  stile libero nella squadra dell'Europa con David López-Zubero, Borgström e Marcello Guarducci; si è subito spostato a Città del Messico dove ha nuotato alle universiadi la staffetta 4×200 m stile arrivando terzo con Quadri, Lorenzo Bollati e Guarducci. Una settimana dopo la fine delle Universiadi sono iniziati i Giochi del Mediterraneo di Spalato dove ha vinto il bronzo nei 400 m (dietro a Quadri) e l'oro nella staffetta lunga a stile libero assieme a Quadri, Fabrizio Rampazzo e Guarducci.
Dopo la coppa latina 1980 a Madrid ha saltato i campionati primaverili e in estate è stato convocato per i Giochi olimpici di Mosca, segnati in parte dal boicottaggio di molti paesi, in cui ha raggiunto due finali, quella dei 200 m stile libero (sesto all'arrivo) e quella della staffetta 4×200 m giunta quinta migliorando di quattro secondi e mezzo il primato nazionale stabilito a Berlino Ovest e composta da Revelli, Raffaele Franceschi, Andrea Ceccarini e Fabrizio Rampazzo.
Il 1981 lo ha visto fare progressi nei 200 m delfino, con la vittoria e il primato italiano ai campionati estivi, primato poi migliorato agli europei di Spalato quando in finale si è piazzato al quarto posto. Sempre a Spalato ha nuotato in altre tre finali, i 200 m e le staffette a stile libero; sesto nella gara individuale e quinto nella staffetta breve con Guarducci, Raffaele Franceschi e Rampazzo, ha sfiorato per quattro centesimi il podio nella 4×200 m:al quartetto Revelli - Quadri - Guarducci - Rampazzo non è bastato migliorare il primato italiano di Mosca di quasi due secondi e mezzo. L'anno dopo si è confermato campione italiano dei 200 m farfalla, distanza nuotata anche nella coppa latina e ai campionati mondiali, entrambi disputati in sudamerica: in particolare ai mondiali di Guayaquil è arrivato a disputare la finale B, mentre ha centrato con la 4×200 m la finale maggiore, dove con Rampazzo, Raffaele Franceschi e Guarducci è giunto quarto.
Nel 1983 ha migliorato i primati italiani dei 200 m stile libero con 1'51"47 e dei farfalla con 1'59"22, primo italiano sotto i due minuti nella distanza (il suo primato italiano è durato dal 16 luglio 1983 al 13 luglio 1998) ai campionati italiani estivi di Roma. Un mese dopo nella stessa vasca si sono disputati i campionati europei in cui nella finale dei 200 m delfino ha vinto la medaglia di bronzo con 1'59"84, a un decimo da Sergej Fesenko. Ha vinto il bronzo anche con la 4×200 m stile, ed è entrato in finale nella 4×100 m mista giunta settima.
Nel febbraio del 1984 ha vinto quattro titoli italiani ai campionati primaverili e un mese dopo a Mérida le gare dei 100 e 200 m delfino nella coppa latina. La sua carriera in nazionale si è conclusa con la convocazione ai Giochi olimpici di Los Angeles dove ha sfiorato l'ingresso nella finale olimpica nuotando il nono tempo in batteria.. In seguito si è scoperto che un gruppo di atleti della nazionale, tra cui Revelli, si era sottoposto alla pratica dell'autoemotrasfusione da parte di Francesco Conconi. Il fatto è venuto alla luce dopo i campionati estivi di quell'anno.
Si è ritirato dal nuoto agonistico nel 1985.

## Palmarès
| Giochi olimpici                   | 100 m st. libero        | 200 m st. libero          | ---                       | 200 m farfalla                   | ---                            | 4×200 m st. libero             |
| 1976 Montreal Canada              | ---                     | elim. in batteria 1'57"25 | ---                       | ---                              | ---                            | 8º - 7'43"39 frazione: 1'56"27 |
| 1980 Mosca Unione Sovietica       | elim. in batteria 52"74 | 6º 1'52"76                | ---                       | ---                              | ---                            | 5º - 7'30"37 frazione: 1'53"14 |
| 1984 Los Angeles Stati Uniti      | ---                     | 22º in batteria 1'53"46   | ---                       | 6º in finale B 2'01"58           | ---                            | ---                            |
| Campionati del mondo              | 100 m st. libero        | 200 m st. libero          | 400 m st. libero          | 200 m farfalla                   | 4×100 m st. libero             | 4×200 m st. libero             |
| 1978 Berlino ovest Germania Ovest | elim. in batteria 53"10 | elim. in batteria 1'53"62 | elim. in batteria 3'58"90 | ---                              | 5º - 3'28"90 frazione: 51"76   | 5º - 7'34"89 frazione: 1'53"21 |
| 1982 Guayaquil Ecuador            | ---                     | ---                       | ---                       | 4º in finale B 2'02"65           | ---                            | 4º - 7'29"31 frazione: 1'52"99 |
| Campionati europei                | ---                     | 200 m st. libero          | 200 m farfalla            | 4×100 m st. libero               | 4×200 m st. libero             | 4×100 m mista                  |
| 1977 Jönköping Svezia             | ---                     | ---                       | ---                       | Argento: 3'28"58 frazione: 52"01 | 7º - 7'47"21 frazione: 1'55"73 | ---                            |
| 1981 Spalato Jugoslavia           | ---                     | 6º 1'52"36                | 4º 2'00"87                | 5º - 3'25"32 :                   | 4º - 7'27"92 :                 | ---                            |
| 1983 Roma Italia                  | ---                     | ---                       | Bronzo 1'59"84            | ---                              | Bronzo: 7'26"01 :              | 7º - 3'50"20 :                 |
| Coppa del mondo                   | ---                     | ---                       | ---                       | ---                              | ---                            | 4×200 m st. libero             |
| 1979 Tokyo Giappone               | ---                     | ---                       | ---                       | ---                              | ---                            | Argento: 7'33"04 :             |
| Giochi del Mediterraneo           | ---                     | ---                       | 400 m st. libero          | ---                              | ---                            | 4×200 m st. libero             |
| 1975 Algeri Algeria               | ---                     | ---                       | ---                       | ---                              | ---                            | Oro: 7'57"24 :                 |
| 1979 Spalato Jugoslavia           | ---                     | ---                       | Bronzo 4'03"08            | ---                              | ---                            | Oro: 7'36"70 :                 |
| Universiadi                       | ---                     | ---                       | ---                       | ---                              | ---                            | 4×200 m st. libero             |
| 1979 Città del Messico Messico    | ---                     | ---                       | ---                       | ---                              | ---                            | Bronzo: 7'49"20 :              |

### Altri risultati
Coppa latina (vengono elencate solo le gare individuali)
- 1978: San Juan,  Porto Rico

200 m stile libero: oro, 1'53"79
400 m stile libero: argento, 4'01"28
- 1979: Rio de Janeiro,  Brasile

200 m stile libero: bronzo, 1'52"92
200 m misti: argento, 2'09"97
400 m misti: oro, 4'36"26
- 1980: Madrid,  Spagna

200 m stile libero: argento, 1'54"16
200 m farfalla: oro, 2'04"88
- 1982: Buenos Aires,  Argentina

400 m stile libero: bronzo, 4'02"16
200 m farfalla: argento, 2'03"85
- 1983: Lisbona,  Portogallo

200 m stile libero: bronzo, 1'54"70
200 m farfalla: bronzo, 2'05"77
- 1984: Mérida,  Messico

200 m stile libero: bronzo, 1'54"15
100 m farfalla: oro, 56"61
200 m farfalla: oro, 2'02"95

### Campionati italiani
24 titoli individuali e 13 in staffette, così ripartiti:
- 2 nei 100 m stile libero
- 5 nei 200 m stile libero
- 3 nei 400 m stile libero
- 2 nei 100 m farfalla
- 7 nei 200 m farfalla
- 4 nei 200 m misti
- 1 nei 400 m misti
- 6 nella staffetta 4×100 m stile libero
- 5 nella staffetta 4×200 m stile libero
- 2 nella staffetta 4×100 m mista

| Anno | Edizione    | st.libero 100 m | st.libero 200 m | st.libero 400 m | st.libero 1500 m | st.libero 4×100 m | st.libero 4×200 m | farfalla 100 m | farfalla 200 m | misti 200 m | misti 400 m | mista 4×100 m |
| ---- | ----------- | --------------- | --------------- | --------------- | ---------------- | ----------------- | ----------------- | -------------- | -------------- | ----------- | ----------- | ------------- |
| 1974 | Primaverili | -               | -               | -               | -                | 3                 | -                 | -              | -              | -           | -           | -             |
| 1974 | Estivi      | -               | -               | -               | -                | 2                 | 2                 | -              | -              | -           | -           | -             |
| 1975 | Primaverili | -               | -               | -               | -                | 2                 | -                 | -              | -              | -           | -           | -             |
| 1975 | Estivi      | -               | 3               | 2               | -                | -                 | 2                 | -              | -              | -           | -           | -             |
| 1976 | Primaverili | -               | 2               | 2               | 3                | 2                 | 2                 | -              | -              | -           | -           | 1             |
| 1976 | Estivi      | 1               | 1               | 1               | -                | 1                 | 1                 | -              | -              | -           | -           | 1             |
| 1977 | Primaverili | 3               | 2               | 2               | -                | 1                 | 1                 | -              | -              | -           | -           | 2             |
| 1977 | Estivi      | 3               | 2               | 2               | -                | 2                 | 1                 | -              | -              | -           | -           | 2             |
| 1978 | Primaverili | 2               | 1               | 1               | -                | 1                 | 1                 | -              | -              | -           | -           | 2             |
| 1978 | Estivi      | 2               | -               | -               | -                | 1                 | 2                 | -              | -              | 1           | -           | 2             |
| 1979 | Primaverili | 2               | 1               | -               | -                | 1                 | 1                 | -              | 1              | 1           | 1           | 3             |
| 1979 | Estivi      | -               | -               | -               | -                | 1                 | 2                 | -              | -              | 1           | -           | -             |
| 1980 | Estivi      | -               | 3               | -               | -                | 2                 | -                 | -              | 3              | 1           | -           | 3             |
| 1981 | Estivi      | -               | 2               | 1               | -                | 3                 | 3                 | -              | 1              | 2           | -           | -             |
| 1982 | Estivi      | -               | 2               | -               | -                | -                 | 2                 | 2              | 1              | 2           | -           | 3             |
| 1983 | Estivi      | -               | 1               | -               | -                | -                 | -                 | 1              | 1              | 3           | -           | 3             |
| 1984 | Primaverili | 1               | 1               | -               | -                | 3                 | 2                 | 1              | 1              | -           | -           | 2             |
| 1984 | Estivi      | -               | 2               | -               | -                | -                 | 2                 | 2              | 1              | -           | -           | 3             |
| 1985 | Primaverili | -               | 2               | -               | -                | -                 | -                 | -              | 1              | -           | -           | -             |